# Marianna Shirinyan
Marianna Shirinyan (født 25. september 1978) er en armensk-dansk pianist, som har vundet flere priser, blandt andet modtog hun som den første DR's nye klassiske kunstnerpris, P2 Prisen, i oktober 2010.
Samtidig blev debut-cd'en fra samme år med kammermusik af Chopin, indspillet sammen med cellisten Andreas Brantelid og violinisten Vilde Frang, kåret til Årets danske kammermusik-/soloudgivelse.

## Henvisning
1. ↑  "P2-prisen til Marianna Shirinyan". dr.dk. 31. august 2010.